# Пилипко Олексій Іванович
Олексі́й Іва́нович Пили́пко — підполковник Збройних сил України, Командир 1-го танкового батальйону 1 танкової бригади.
Випускник Академії сухопутних військ імені гетьмана Петра Сагайдачного.

## Нагороди
За особисту мужність і героїзм, виявлені у захисті державного суверенітету та територіальної цілісності України, вірність військовій присязі під час російсько-української війни
- нагороджений орденом Богдана Хмельницького III ступеня (22.1.2015).